# Потери во время операции «Литой свинец»
Потери во время операции «Литой свинец» — убитые и раненые конфликтующих сторон, пострадавшие граждане третьих стран, а также материальный ущерб в результате обстрелов, бомбардировок и других действий в ходе проведения Израилем в секторе Газа операции «Литой свинец» в конце декабря 2008 — январе 2009 года.
Израиль мотивировал проведение этой операции постоянными ракетно-миномётными обстрелами и другими террористическими нападениями со стороны боевиков различных группировок сектора Газа, контролируемого исламистской организацией Хамас. Операция началась израильским авиационным ударом 27 декабря 2008 года, 3 января в Газу вошли сухопутные войска. 18 января Израиль объявил об окончании операции, а к 21 января 2009 года вывел войска из сектора.
Большинство источников полагает, что число погибших палестинцев составило от 1166 до 1505 человек, несколько тысяч получили ранения. В числе погибших, по разным данным, от 295 до 926 гражданских лиц и около 250 полицейских Хамас. Во время операции погибли 13 израильтян (10 солдат и трое гражданских) и 518 были ранены. В Газе в результате военных действий произошли многочисленные разрушения зданий и пострадала большая часть сельхозугодий.
Эти события, в том числе гибель гражданского населения, стали предметом расследования со стороны Комитета по правам человека ООН, ряда международных правозащитных организаций и в самом Израиле.

## Сектор Газа
Сведения о потерях среди палестинцев отличаются в разных источниках — от 500—600 до 1505 убитыми. Количество раненых оценивается в 5450 человек.
Несколько случаев массовой гибели палестинцев получили особую известность. Первый удар израильских ВВС был нанесён по главному зданию полиции Хамас в Газе, там погибло 48 курсантов. В ходе этого удара, нанесённого также по 18 полицейским участкам, всего погибло 248 человек. 1 января 2009 года в собственном доме под бомбёжкой погиб Низар Райян — третье лицо в иерархии Хамас. Несмотря на полученное от израильской армии предупреждение, он остался дома вместе с семьёй. При взрыве бомбы кроме Райана погибло 4 его жены и 9 из 12 детей. 5 января в результате обстрела жилого дома израильской армией в районе Зейтун в городе Газа погибли более 20 мирных жителей из семьи Самуни.
Широко освещалась в СМИ гибель 16 января 2009 года членов семьи известного израильского гинеколога, живущего в Газе, доктора Изз ад-Дин Абу-аль-Аиша. Из здания, смежного с домом врача, был открыт снайперский огонь, а также выпущен миномётный снаряд по солдатам бригады «Голани». На верхнем этаже дома Изз ад-Дин Абу-аль-Аиша были обнаружены силуэты, принятые израильскими военными за наблюдателей Хамаса, направляющих огонь по солдатам. Командир подразделения «Голани» приказал танкистам стрелять по силуэтам на верхнем этаже. В результате были выпущены два снаряда, попавшие этажом ниже — туда, где в это время находилась семья доктора. От этих снарядов погибли 3 дочери Изз ад-Дин Абу-аль-Аиша: Биссан 20 лет, Майяр 15 лет, Айя 14 лет и племянница Нур 17 лет, ещё несколько человек были ранены. Когда из дома раздались крики, стрельба была немедленно прекращена, а раненые срочно вывезены в израильские больницы.
Представители АОИ выразили глубокое сожаление по поводу случившегося, однако отметили, что в дни, предшествующие трагедии, к доктору неоднократно обращались лично с просьбой вывезти семью из дома в связи с интенсивными военными действиями Хамаса в районе. Сам доктор, согласно отчёту Международной амнистии, это отрицал, а его друг — палестинский врач — утверждал, что доктор отказывался покинуть дом, несмотря на уговоры.
Крупным скандалом также стала гибель нескольких десятков человек в результате обстрела израильской армией школы БАПОР в лагере Джебалия 6 января 2009 года. Представители БАПОР утверждали, что в школе укрывались мирные граждане. Израильские военные заявили, что армия была вынуждена открыть ответный огонь, поскольку со стороны школы начался миномётный обстрел.

### По данным Хамас
По последним данным, представленным 11 июля 2009 года Муавайя Хассанейном, возглавляющим службу оказания помощи в чрезвычайных
обстоятельствах при Министерстве здравоохранения администрации Хамас, во время операции погибло 1505 палестинцев. Палестинский центр по правам человека на 19 марта 2009 года дал цифру 1417 погибших, в том числе 926 гражданских лиц, а к трёхлетию операции существенно изменил данные о принадлежности погибших, указав 1419 всего, из них 1167 гражданских лиц, не поясняя при этом, куда входят полицейские Хамас и сколько погибло боевиков.
После операции Хамас утверждал, что потерял в её ходе всего 48 боевиков. «Комитеты народного сопротивления» заявили о 34 погибших, а «Исламский джихад» — о 38. Лишь в конце 2010 года Хамас признал, что в ходе операции было убито от 200 до 300 боевиков «Бригад Изаддина аль-Касама», 250 полицейских Хамас и 150 «сотрудников сил безопасности». Полицейские Хамас рассматриваются Израилем как члены враждебных вооружённых формирований, однако эта точка зрения оспаривается такими организациями, как «Хьюман Райтс Вотч» и Палестинский центр по правам человека, согласно которым международное право определяет не участвующих в боевых действиях полицейских как гражданских лиц.

### По данным Израиля
По последним уточнённым данным Армии обороны Израиля, общее количество убитых во время операции палестинцев — 1166 человек. Из числа убитых более 709 — члены различных боевых формирований Хамас и других террористических организаций. Число погибших гражданских лиц (в том числе женщин и детей) — 295 человек. Определить принадлежность и вовлечённость в боевые действия 162 мужчин не удалось. 609 из 709 убитых вооружённых лиц принадлежали к боевым группировкам, подконтрольным Хамас (в основном Бригады «Изз ад-Дин аль-Кассам»). 100 убитых боевиков принадлежали к Палестинскому исламскому джихаду и другим террористическим организациям, действующим в Газе. По израильским данным военная структура Хамас понесла большой ущерб: уничтожены практически все значимые объекты ХАМАС: штабы, тренировочные лагеря, полицейские участки, резиденции лидеров и т. д. Во время операции «Литой свинец» было убито 295 гражданских лиц, в том числе 89 детей (моложе 16 лет) и 49 женщин.
Во время операции и после неё Хамас придерживался политики сокрытия данных о своих боевых потерях. В частности, публикация имён погибших и раненых на сайтах Хамас подвергалась цензуре. По данным АОИ, «часть вооружённых террористов, участвовавших в боевых действиях, попала в данные общей статистики, где их принадлежность к террористам была скрыта, и они были представлены как гражданские лица или ни в чём не повинные полицейские, преднамеренно убитые АОИ». Кроме того, Хамас постоянно увеличивал цифры погибших (от 1330 после окончания операции до 1452 к 25 февраля), хотя сообщений о вновь найденных телах погибших или смерти раненых не поступало. Предположительно, Хамас также включил в список погибших от действий Израиля около 300 человек, умерших за этот период (согласно статистике) по естественным причинам.
Как пишет израильский сайт Mignews, «Палестинский центр по правам человека» подтвердил указанные в отчёте Армии обороны Израиля цифры.

### По независимым источникам
Газета «Гардиан», ссылаясь на данные ООН, сообщала 9 января 2009 года о 250 погибших и 1080 раненых детях (около трети из числа общих потерь) с начала операции 27 декабря 2008 года, отметив, что дети составляют более половины населения сектора Газа. По итоговым данным ООН в ходе операции погибло 350 детей, Международная амнистия называет цифру 300 детей при общей численности 1400 погибших. Управление по координации гуманитарных вопросов ООН (УКГВ) указывает на 20—21 января 2009 года 1300 убитых и более 5000 раненых.
По данным израильской правозащитной организации «Бецелем», за время операции в секторе Газа были убиты 1390 палестинцев, из которых 349 принимали участие в боевых действиях и 759 в них не участвовали; ещё по 32 погибшим это установить не удалось. Организация выделяет в отдельные группы 248 сотрудников полиции Хамас и двоих палестинцев, убитых в процессе точечных ликвидаций. Ещё 13 человек, по данным «Бецелем», были убиты за это время в секторе Газа своими соотечественниками по подозрению в сотрудничестве с Израилем. В число погибших, согласно статистике «Бецелем», входят 344 несовершеннолетних, из которых 22 принимали участие в боевых действиях, а ещё по четырём данных нет.
О значительно меньшем, чем другие источники, числе палестинцев, погибших в ходе операции «Литой свинец», сообщал корреспондент итальянской газеты «Коррьере делла Сера» Лоренцо Кремонези. По словам палестинского врача, работающего в больнице «Шифа» (крупнейший медицинский центр сектора), число погибших составило 500—600 человек. По его мнению, большинство погибших — боевики Хамас в возрасте 17—23 лет, которых было легко узнать по зелёным повязкам. Хамас послал в бой плохо вооружённых подростков. Врач, отказавшийся публиковать в газете своё имя из опасения за свою жизнь, обвинил Хамас в том, что эта организация целенаправленно раздувает количество потерь.

Число погибших колеблется между 500 и 600. Большинство — молодые люди в возрасте от 17 до 23, рекрутированные в ряды организации Хамас и отправленные на бойню.
Оригинальный текст (итал.)I morti potrebbero essere non più di 500 o 600. Per lo più ragazzi tra i 17 e 23 anni reclutati tra le fila di Hamas che li ha mandati letteralmente al massacro
— Лоренцо Кремонези, «Коррьере делла Сера»
Рабочая группа ООН по вопросу о грубых нарушениях в отношении детей подтвердила информацию о 12 случаях гибели палестинских детей, действовавших в качестве комбатантов с оружием в руках, в ходе операции «Литой свинец».

#### Из отчёта Международной амнистии
Правозащитная организация «Международная амнистия» в отчёте, опубликованном в июле 2009 года, приводит ряд примеров гибели в ходе израильских авиаударов и артобстрелов целых семей:
- 29 декабря в Джебалии в ходе ночного авианалёта на близлежащую мечеть рухнул дом семьи Баалуша. Под обломками погибли пять девочек в возрасте от 4 до 17 лет. Пять других членов семьи — родители и трое детей — получили ранения разной степени тяжести. АОИ сообщила, что мечеть была известна как место сбора членов «Хамаса» и во время бомбёжки в ней находились боевики; жители окрестных домов не были предупреждены о налёте[37].
- 30 декабря в Бейт-Хануне авиабомбой были убиты трое детей: Лама Талаль Хамдан (5 лет), её сестра Хая (12 лет) и их брат Исмаил (8 лет). Дети попали под бомбёжку, когда выносили мусор на соседнюю помойку[38].
- 2 января в Аль-Караре на юге сектора Газа ракетой, выпущенной с беспилотного самолёта, были убиты Мухаммед аль-Астал (11 лет), его брат Абдерраббо (8 лет) и их двоюродный брат Абдель-Саттар (11 лет). Дети играли на открытом месте, где их было невозможно принять за взрослых боевиков[39].
- 4 января в районе Сайяфа в северо-западной части Газы при попадании в жилой дом трёх снарядов с белым фосфором погиб Саадалла Матар абу Халима и четверо из десяти его детей — Абдеррахим (14 лет), Зейд (11 лет), Хамза (10 лет) и Шахед (15 месяцев). Жена Саадаллы, Сабах, получила тяжёлые ожоги. Ещё трое детей Саадаллы, а также его невестка и двухлетняя внучка, получили ранения. Невестка, Гада, позже умерла от ран в египетской больнице[40].
- 5 января в лагере беженцев аш-Шати (Газа) погибли Амер абу-Айша, его жена Наил и трое из их четырёх детей — Саид (12 лет), Мухаммед (8 лет) и Гайда (7 лет). Единственная уцелевшая дочь ночевала у тёти в другом месте. Погибшие были частью семейного клана из 33 человек, проживавшего в одном доме, некоторые другие члены клана получили в этом авианалёте ранения. Предупреждения перед авиаударом не было[41].
- 5 января в своём доме в Газе при попадании танкового снаряда были убиты Амаль Заки Эйлева и четверо из её восьми детей — Мутасем (14 лет), Мумин (12 лет), Лана (10 лет) и Исмаил (7 лет). Муж Амаль, ещё двое из их детей и племянница были ранены[42].
- 6 января в районе Газы аль-Зейтун ранним утром при авианалёте были убиты 22 члена клана аль-Дайя, включая 11 детей в возрасте до 10 лет. Пятиэтажный дом, где проживала семья, был полностью разрушен. 22 апреля АОИ сообщила, что удар по дому был нанесён по ошибке вместо соседнего здания, где по данным разведки был оружейный склад. Тем не менее после того, как это выяснилось, по соседнему зданию так и не был нанесён новый удар[43].
- 9 января в Бейт-Лахия при ночном авианалёте погибли Ранда Сальха и четыре из семи её детей — Дийя ад-Дин (14 лет), Рана (12 лет), Баха ад-дин (4 года) и Рула (1 год), а также её сестра Фатма. Взрослых мужчин в доме не было, муж Ранды, сотрудник БАПОР, был на работе. Большинство находящихся в доме людей не успели его покинуть в промежутке между попаданием «предупредительной» ракеты с малым количеством взрывчатки и попаданием тяжёлой авиабомбы[44].
- 14 января в районе Газы Сабра ударом ракеты, выпущенной с беспилотного самолёта, были убиты во дворе своего дома шесть членов одной семьи: Изаддин Вахид Муса, его жена и четверо детей. Ещё восемь членов семьи, находившиеся во дворе или в доме, получили ранения[38].
- 15 января в бедуинском районе Бейт-Лахии рядом со своим домом были убиты ракетой, выпущенной с беспилотного самолёта, трое детей — Сабрин Рмейлат (14 лет), Бара (1 год) и Аридж (2,5 месяца), а также их мать и бабушка[45].

### Материальный ущерб

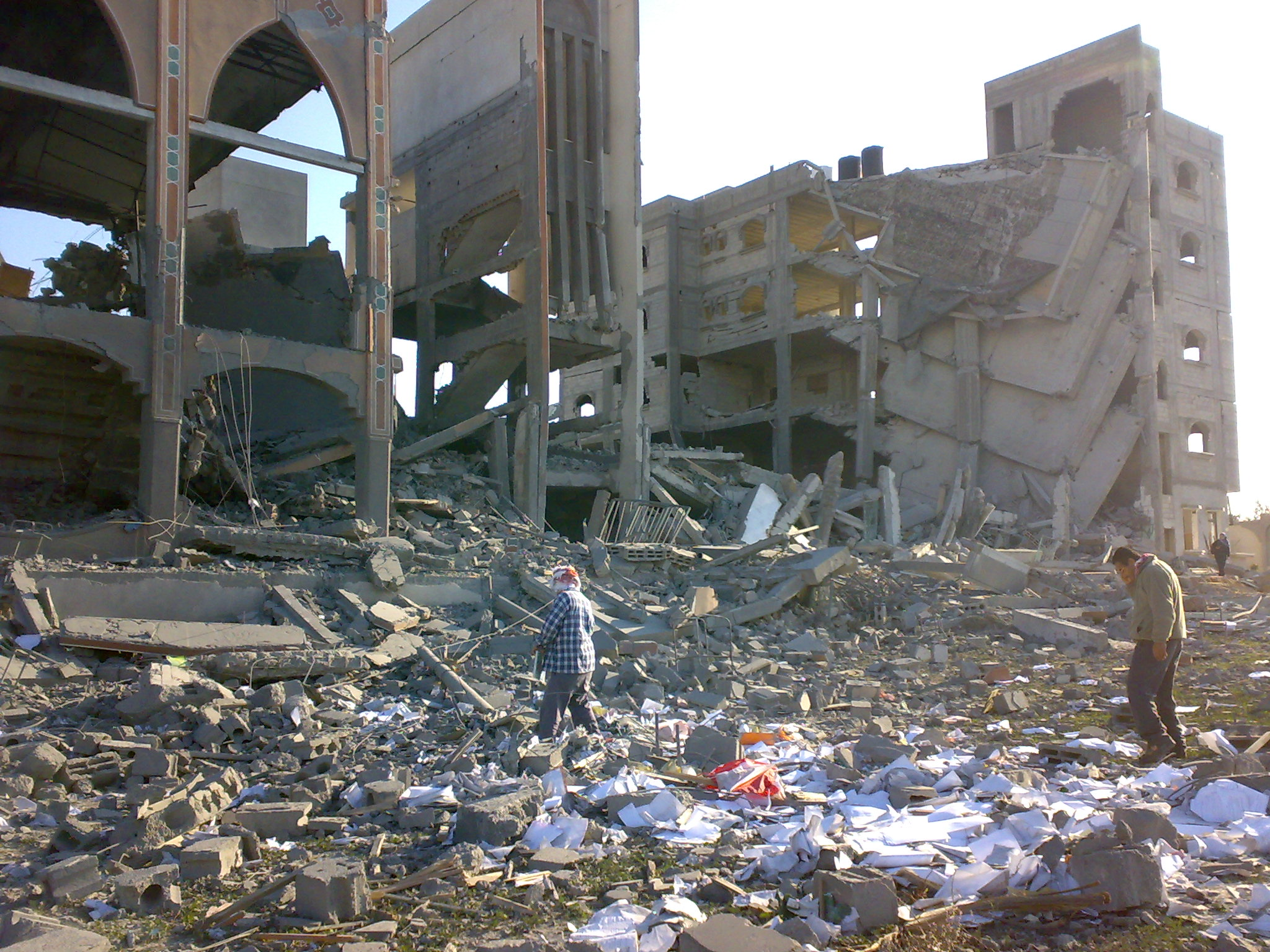
Разрушения в Рафиахе

По данным Центрального статистического управления Палестинской автономии, за 23 дня военной операции на территории сектора Газа были полностью или частично разрушены более 22 тысяч строений. Пострадало до 80 % сельскохозяйственных угодий. Совокупный ущерб оценивается в 1,9 миллиарда долларов. По данным Палестинского центра по правам человека, были разрушены или повреждены 15 тысяч домов и сотни предприятий.
Пострадали помещения Исламского университета в Газе и Палестинский технологический колледж. Был разрушен ряд мечетей, которые, по данным Израиля, являлись местом для хранения оружия и сбора террористов. По данным ООН, в Газе было разрушено 18 школ, а более 260 школьных зданий пострадали, включая школы, руководство которыми осуществляет агентство БАПОР. По данным ВОЗ, из 122 медицинских учреждений 15 больниц и 41 поликлиника были повреждены или уничтожены.
28 апреля 2011 года Верховный суд Израиля отклонил иск правозащитных организаций, выступающих от имени сотен жителей сектора Газы, требовавших от Израиля возмещения ущерба, в связи с истечением срока давности по данному делу. При этом суд отметил, что «мог бы продлить срок подачи иска до трёх лет, если бы истцы доказали, что в период, оговоренный законом, они не имели возможности подать исковое заявление».

### Причины большого числа жертв и разрушений
Согласно израильским источникам, «основной причиной жертв среди гражданского населения стало стратегическое решение Хамаса (и других террористических организаций) расположить свою военную инфраструктуру и вести борьбу против АОИ внутри густонаселённых территорий с гражданским населением, широко используя его в качестве живых щитов». В отчётах Армии обороны Израиля и Информационного центра изучения терроризма приводятся конкретные примеры ведения огня из жилых помещений и общественных учреждений или в непосредственной к ним близости, минирование гражданских структур, включая школы и мечети, ведение боевых действий среди гражданских лиц, и другие.
Комиссия Совета по правам человека ООН под руководством Ричарда Голдстоуна в своём отчёте пришла к выводу, что Израиль приложил существенные усилия для оповещения гражданского населения о возможной опасности, однако при этом израильская армия неоднократно обстреливала заведомо гражданские объекты и гражданских лиц, применяя при этом снаряды с белым фосфором и шрапнель. Также комиссия обвинила Израиль в намеренном разрушении гражданских объектов без военной необходимости. Аналогичные обвинения против Израиля выдвинули Международная амнистия и Хьюман Райтс Вотч.
По мнению комиссии и правозащитных организаций, боевики Хамас запускали ракеты и вели военные действия в густонаселённых районах, не всегда отличая себя от мирных жителей. Итальянская газета Коррьере делла Сера пишет, что боевики Хамас сознательно провоцировали ответный огонь по населению.
Доклады Голдстоуна и правозащитных организаций критиковались многими специалистами. Они отмечали в этих докладах излишнее доверие к показаниям свидетелей, в том числе и ответственных чиновников администрации ХАМАС, игнорирование тактики ХАМАС по использованию населения в качестве «живого щита» и неучёт ряда дополнительных факторов (например, «дружественного огня»), в результате которых также могли гибнуть гражданские лица, а также жителей сектора, погибших или раненых в результате «недолёта» ракет, запущенных по территории Израиля. Полковник запаса  Ричард Кемп, бывший командующий британскими вооружёнными силами в Афганистане, выступая на специальной сессии Совета по правам человека ООН в октябре 2009 года от имени организации UN Watch, сказал, что жертвы среди мирных жителей являются следствием тактики Хамаса, включающей использование «живых щитов». По мнению Кемпа, Хамас умышленно приносил в жертву своих сограждан
Впоследствии, в апреле 2011 года, Ричард Голдстоун частично дезавуировал обвинения в адрес Израиля в намеренных обстрелах гражданских лиц, написав, в частности, что «заказавший отчёт Совет по правам человека ООН был настроен антиизраильски и что если бы подобный документ создавался сейчас, данные были бы совершенно иными».

## Израиль
Среди израильтян человеческие потери составили 13 погибших (10 военнослужащих, 3 мирных жителя) и 518 раненых (336 солдат и 182 гражданских).

### Погибшие военнослужащие
1. Прапорщик Лутфи Насраладдин, 38 лет, из Далият аль-Кармель, внук бывшего депутата кнессета от партии Ликуд Амаля Насраладдина, погиб 30.12.2009.[70]
2. Старший сержант Двир Имануэлов, 22 года, из посёлка Гиват-Зеев, бригада «Голани», погиб 04.01.2009.[71]
3. Ефрейтор Юсуф Муади, 19 лет, из Хайфы, бригада «Голани», погиб 05.01.2009.[72]
4. Майор Даган Вертман, 32 года, из поселения Маале-Михмас, бригада «Голани», погиб 05.01.2009.[73]
5. Старший сержант Нетай Штерн, 21 год, из Иерусалима, бригада «Голани», погиб 05.01.2009.[73]
6. Капитан Йонатан Нетанель, 27 лет, из поселения Кдумим, бригада «Голани», погиб 05.01.2009.[73]
7. Старший сержант Александр Мошовицкий, 21 год, из Беэр-Шевы, спецподразделение инженерных войск «Яхалом» («Алмаз»), погиб 06.01.2009.[74]
8. Майор Рои Рознер, 27 лет, из Холона, командир роты в батальоне «Харув» бригады «Кфир», погиб 08.01.2009.[75][76]
9. Капитан Омер Рабинович, 23 года, из Арада, бригада «Голани», погиб 08.01.2009.[77]
10. Старший сержант Амит Робинзон, 20 лет, из киббуца Магаль, 71-й бронетанковый батальон «Ре́шеф» бригады «Барак», погиб 08.01.2009[78].

Гибель израильских военнослужащих происходила по следующим причинам:
- Один военнослужащий (Лутфи Насраладдин) погиб в результате ракетного обстрела со стороны Хамас.
- Четверо (Юсуф Муади, Даган Вертман, Нетай Штерн, Йонатан Нетанель) погибли в результате «дружественного огня» израильского танка[79].
- Пять человек погибли в ходе столкновений с боевиками Хамас.

В результате расследования причин гибели военнослужащих от «дружественного огня» выяснилось, что в обоих случаях стрельбы по своим израильские танкисты неверно определили здания, за которым они должны были следить.

### Погибшие гражданские лица
1. Бебер Вакнин, 58 лет, Нетивот, смертельно ранен 27 декабря[81].
2. Ирит Шитрит, 39 лет, Ашдод, убита 29 декабря[82].
3. Хани Альмохади, 27 лет, из бедуинской деревни Аруэр, убит 29 декабря в Ашкелоне[83].

### Раненые

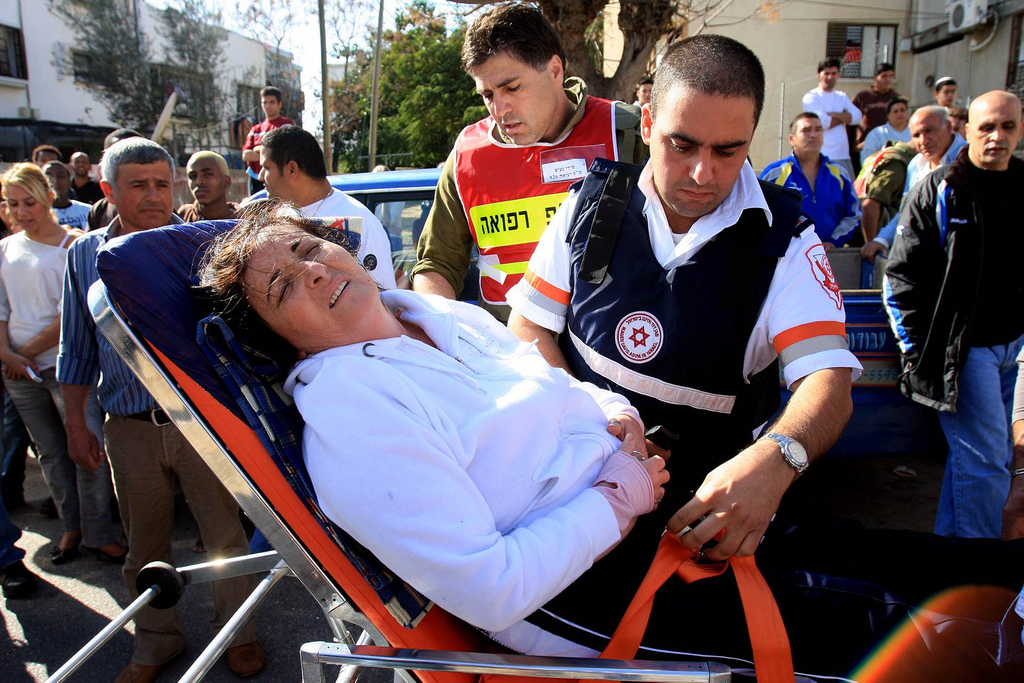
Израильтянка, раненая во время ракетной атаки на Беер-Шеву

В ходе операции и сопровождающих её обстрелов территории Израиля со стороны Хамас было ранено 336 израильских солдат и 182 гражданских лица. Среди последних 4 ранено тяжело, 11 получили ранения средней тяжести и 167 человек были ранены легко

### Причины гражданских потерь
Все погибшие и раненые гражданские лица пострадали исключительно в результате целенаправленных ракетных и миномётных обстрелов израильских населённых пунктов, включая жилые дома, школы и другие гражданские объекты, со стороны Хамас и других террористических организаций Газы. Комиссия Голдстоуна отметила, что сравнительно низкое число жертв обстрелов объясняется, прежде всего, мерами, принятыми правительством Израиля (раннее оповещение, бомбоубежища) ценой огромных финансовых затрат. Однако комиссия выразила озабоченность тем, что в арабских израильских населённых пунктах недостаточно систем раннего предупреждения и бомбоубежищ.

### Материальный ущерб
В Израиле в результате обстрелов из сектора Газа с 27 декабря 2008 по 18 января 2009 года было повреждено более 50 жилых и общественных зданий. От обстрелов пострадали также производственные предприятия в Ашкелоне и Ашдоде, сельскохозяйственные предприятия в Негеве. Совокупный прямой материальный ущерб от обстрелов составляет миллионы долларов. Всего на операцию, по данным агентства CNL-NEWS , было истрачено 1—1,5 млрд долларов.

## Обобщённые данные о человеческих жертвах
|                                               | Правозащитные организации             | Правозащитные организации | Официальные данные                                             | Официальные данные |
| Бецелем                                       | Палестинский центр по правам человека | Армия обороны Израиля     | Министерство здравоохранения Министерство внутренних дел Хамас |                    |
| --------------------------------------------- | ------------------------------------- | ------------------------- | -------------------------------------------------------------- | ------------------ |
| Палестинцев всего, в том числе                | 1390                                  | 1417/1419                 | 1166                                                           | 1505               |
| Боевики                                       | 349                                   | 236                       | 709                                                            | 350—450            |
| Гражданские                                   | 759                                   | 926                       | 295                                                            |                    |
| Вовлечённость в боевые действия не определена | 32+2                                  |                           | 162                                                            |                    |
| Полицейские Хамас                             | 248                                   | 255                       |                                                                | 250                |
| Женщины                                       | 110                                   | 116                       | 49                                                             | 114                |
| Дети и подростки                              | 344                                   | 313                       | 89                                                             | 431                |
|                                               |                                       |                           |                                                                |                    |
| Израильтян всего, в том числе                 | 13                                    |                           | 13                                                             |                    |
| Военные                                       | 10                                    |                           | 10                                                             |                    |
| Гражданские                                   | 3                                     |                           | 3                                                              |                    |

Примечание к таблице: общее число погибших палестинцев не есть данные суммирования по столбцам, поскольку они частично пересекаются.

## Жертвы, непричастные к конфликту
28 декабря 2008 года боевики Хамас застрелили на границе с Газой майора египетской полиции во время неудавшейся попытки прорыва границы. Ещё один полицейский получил ранения. 11 января 2009 года осколками бомбы от израильского авиаудара, нанесённого вблизи границы с Египтом в районе Рафиаха, были ранены два египетских пограничника и двое детей.
8 января в Газе погиб водитель грузовика, местный араб, работавший на агентство ООН по оказанию помощи беженцам БАПОР. Представители БАПОР обвинили в гибели водителя Израиль, Израиль заявил, что располагает доказательствами гибели водителя от огня снайпера Хамас. Всего за время конфликта погибло 6 местных сотрудников ООН и 2 медика.
Среди погибших в Газе числятся также гражданка Украины Альбина Владимировна Аль-Жару (Стахурская) 36 лет и её двухлетний сын. 12-летняя дочь украинки была госпитализирована в реанимационное отделение. Они пострадали 8 января при невыясненных обстоятельствах в ходе боя между израильской армией и боевиками Хамас.
Представитель палестинской организации ФАТХ Фахми аз-Захир утверждал, что во время операции «Литой свинец» члены Хамас убили 16 и ранили более 80 активистов ФАТХ, использовав боевые действия для сведения счётов. Представители правозащитной организации Международная амнистия подтвердили эти обвинения в адрес Хамас и заявили, что располагают доказательствами причастности Хамас к убийству двадцати человек с 27 декабря 2008 до 10 февраля 2009 года.
Похожие данные (до 30 убитых) приводила и организация «Хьюман Райтс Вотч».